# Tipula (Eremotipula) spinosa
Tipula (Eremotipula) spinosa is een tweevleugelige uit de familie langpootmuggen (Tipulidae). De soort komt voor in het Nearctisch gebied.